# Дир
Дир (Dir или Dyri) е варяжки военачалник, който, заедно с Асколд, завладява град Киев и ръководи поход до Константинопол.
Според Начална руска летопис, той няма благороден произход и е един от подчинените на новгородския княз Рюрик. Асколд и Дир получават разрешение от Рюрик да поведат поход на юг към Константинопол. Когато достигат Киев, те установяват контрол над града и живеещите около него поляни.
През 866 Асколд и Дир достигат до Константинопол, но не успяват да превземат града. След смъртта на Рюрик, управляващият като регент на неговия син Олег с измама убива Асколд и Дир и завладява Киев.
|  | Тази страница частично или изцяло представлява превод на страницата Askold and Dir в Уикипедия на английски. Оригиналният текст, както и този превод, са защитени от Лиценза „Криейтив Комънс – Признание – Споделяне на споделеното“, а за съдържание, създадено преди юни 2009 година – от Лиценза за свободна документация на ГНУ. Прегледайте историята на редакциите на оригиналната страница, както и на преводната страница, за да видите списъка на съавторите. ВАЖНО: Този шаблон се отнася единствено до авторските права върху съдържанието на статията. Добавянето му не отменя изискването да се посочват конкретни източници на твърденията, които да бъдат благонадеждни. |